# Liste des sites et monuments classés de la wilaya d'Aïn Defla
Cet article présente une liste des sites et monuments classés de la wilaya d'Aïn Defla, en Algérie.

## Liste

### Miliana
| Id   | Identification du bien                   | Datation           | Commune | Coordonnées    | Catégorie du classement | Mesures et date de protection | Date de publication au Journal Officiel | Illustration |                       |
| ---- | ---------------------------------------- | ------------------ | ------- | -------------- | ----------------------- | --- | --------------------------------------- | ------------ | --------------------- |
| 44-1 | Manufacture d'armes de l'Emir Abdelkader | Moderne            | Miliana | à géolocaliser | Classé                  | Inscrit sur l'inventaire général des biens culturels immobiliers par arrêté du 14/07/2007, après avis favorable de la commission nationale des biens culturels tenu le 12/10/2006. | N° 60 du 26/09/2007                     |              | Télécharger une image |
| 44-2 | Minaret de l'ancienne mosquée d'El Batha | Médiévale          | Miliana | à géolocaliser | Classé                  | Inscrit sur l'inventaire général des biens culturels immobiliers par arrêté du 14/07/2007, après avis favorable de la commission nationale des biens culturels tenu le 12/10/2006. | N° 60 du 26/09/2007                     |              | Télécharger une image |
| 44-3 | Mosquée de Sidi Ahmed Ben Youcef         | Médiévale          | Miliana | à géolocaliser | Classé                  | Classé parmi les sites historiques par arrêté du 20/11/1978, après avis favorable de la commission nationale des monuments et sites historiques tenu le 07/04/1976.                | N° 52 du 26/12/1978                     |              | Télécharger une image |
| 44-4 | Rempart de Miliana                       | Période stratifiée | Miliana | à géolocaliser | Classé                  | Inscrit sur l'inventaire général des biens culturels immobiliers par arrêté du 14/07/2007, après avis favorable de la commission nationale des biens culturels tenu le 12/10/2006. | N° 60 du 26/09/2007                     |              | Télécharger une image |
| 44-5 | Siège du Khalifat de l'Emir Abdelkader   | Moderne            | Miliana | à géolocaliser | Classé                  | Inscrit sur l'inventaire général des biens culturels immobiliers par arrêté du 14/07/2007, après avis favorable de la commission nationale des biens culturels tenu le 12/10/2006. | N° 60 du 26/09/2007                     |              | Télécharger une image |

### Autres communes
| Id   | Identification du bien | Datation | Commune      | Coordonnées    | Catégorie du classement                     | Mesures et date de protection                                                          | Date de publication au Journal Officiel | Illustration    |                       |
| ---- | ---------------------- | -------- | ------------ | -------------- | ------------------------------------------- | -------------------------------------------------------------------------------------- | --------------------------------------- | --------------- | --------------------- |
| 44-6 | Site Aqua Calidae      | Antique  | Hammam Righa | à géolocaliser | Inscription sur l'inventaire supplémentaire | Inscrit sur l'inventaire supplémentaire Arrêté signé par le wali N° 1344 du 18/07/2013 | Arrêté non pub au journal officiel      |                 | Télécharger une image |
| 44-7 | Site Gargara           | Antique  | El Amra      | à géolocaliser | Inscription sur l'inventaire supplémentaire | Inscrit sur l'inventaire supplémentaire Arrêté signé par le wali N° 1344 du 18/07/2013 | Arrêté non pub au journal officiel      | Image manquante | Télécharger une image |
| 44-8 | Site Kanat Essaky      | Antique  | Rouina       | à géolocaliser | Inscription sur l'inventaire supplémentaire | Inscrit sur l'inventaire supplémentaire Arrêté signé par le wali N° 1343 du 18/07/2013 | Arrêté non pub au journal officiel      | Image manquante | Télécharger une image |
| 44-9 | Site Tigava Municipium | Antique  | El Abadia    | à géolocaliser | Inscription sur l'inventaire supplémentaire | Inscrit sur l'inventaire supplémentaire Arrêté signé par le wali N° 1343 du 18/07/2013 | Arrêté non pub au journal officiel      | Image manquante | Télécharger une image |